# Clara Tahoces
Clara Tahoces Escrivá de Romaní (Madrid) es una escritora y grafopsicóloga española.

## Biografía
Diplomada en Grafopsicología, su trayectoria profesional está ligada a la investigación de temas insólitos y misteriosos. Fue redactora jefe de la revista Más allá de la Ciencia y ha colaborado con distintas publicaciones y programas de radio y televisión como La otra realidad (Canal 9) Milenio 3 (Cadena SER), 80 y la madre (M80) y Cuarto Milenio (Cuatro), del cual es redactora y reportera. Autora de distintos ensayos y novelas, en 2007 ganó el premio Minotauro con la obra Gothika, centrada en el vampirismo.

## Obra literaria
- Guía del Madrid mágico (1998)
- Diario de un hada. Sólo viven si crees en ellas (1999)
- Guía de la España encantada (2000)
- Sueños. Diccionario de interpretación (2000)[6]
- Diario íntimo de una bruja (2001)
- El último gran unicornio (2003)
- Grafología (2005)
- Lo esencial de grafología (2007)
- Gothika (2007)
- El otro (2009)
- 50 sueños esenciales (2013)
- El gran libro de las casas encantadas (2015)[7][8]
- La niña que no podía recordar (2016)
- Cuaderno de investigación de fenómenos extraños (2018)
- El jardín de las brujas (2020)
- El Templo De Los Sueños  (2024)

## Premios
- Premio Minotauro (2007) por la novela Gothika[9]